# Domberg (Suhl)
Der Domberg ist ein 674,8 m ü. NHN hoher Berg im Stadtgebiet von Suhl in Thüringen.
Der bis an den Talrand bewaldete Berg ragt auf der Ostseite bis an das Stadtzentrum heran und gilt als Suhler Hausberg, die dort aus dem Wald hervorragenden Felsen werden Ottilienstein genannt. Am Domberg entstanden zahlreiche Kleingartenanlagen und Reihenhaussiedlungen.

## Ottilienkapelle

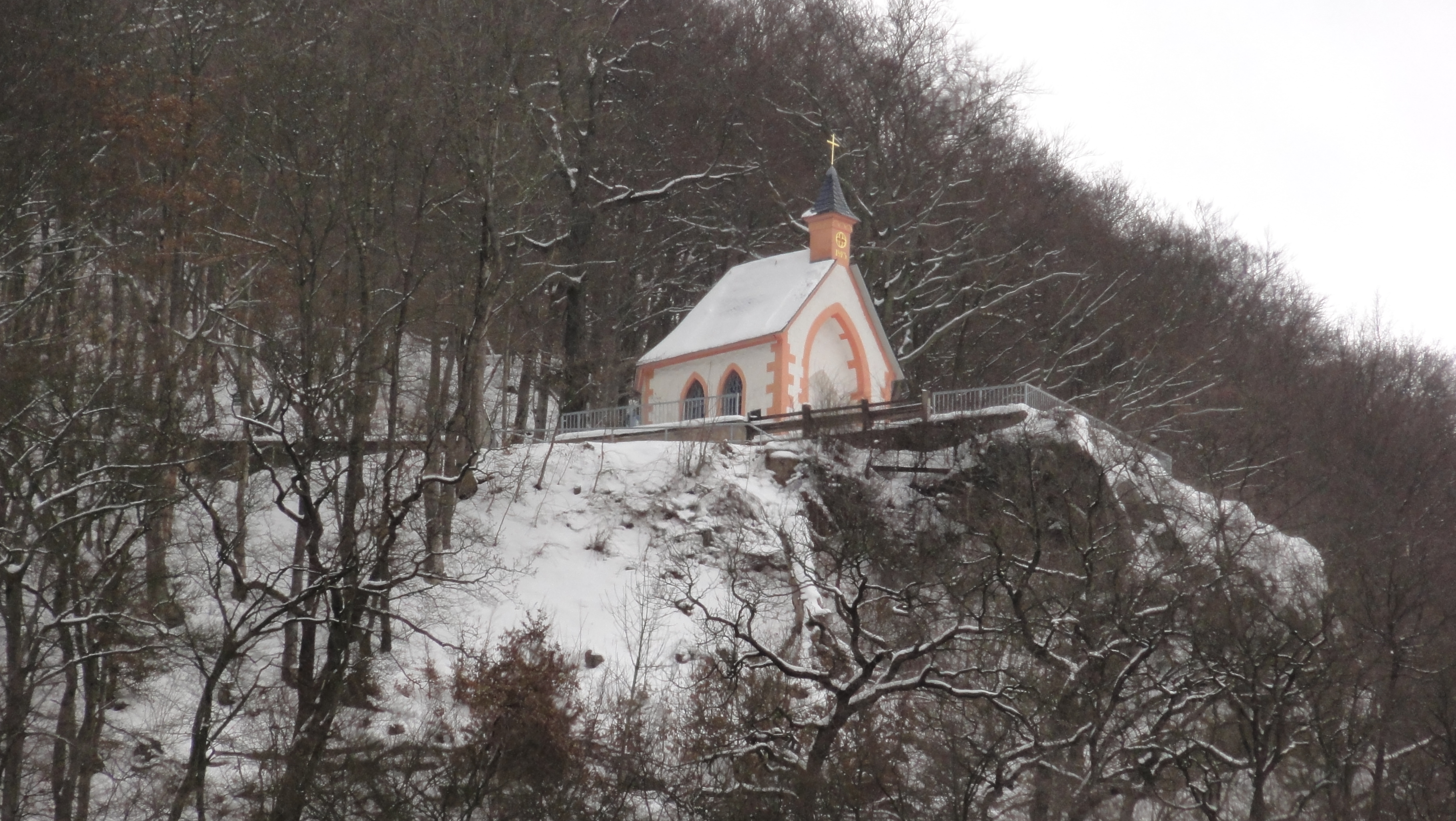
Die Ottilienkapelle auf dem Domberg

Die nahe dem Ottilienstein erbaute kleine Kapelle „uff Sanct Ottilien“ soll einst den Bergleuten als Andachtsstätte gedient haben, 1528 wurde ein Bergmannsfest gefeiert. Suhler Heimatforscher wiesen jedoch nach, dass die einst am Stadtrand gelegene Annenkapelle mit dieser Bergmannstradition verknüpft war.
Nach der örtlichen Überlieferung hatte der „Heilige Burkhardt“ als Einsiedlermönch in den Ottilienfelsen sein Quartier, er bekämpfte im 8. Jahrhundert als früher Bote des Christentums die letzten heidnischen Zeugnisse (Quell-, Felsen- und Baumkulte) im Suhler Talkessel. Die Ottilienkapelle soll daher eine ehemals heidnische Stätte anzeigen. Im 18. Jahrhundert fand ein Suhler Arzt zufällig eine am Felsen entspringende Mineralquelle, die man heute „Ottilienquelle“ nennt und zu Heilzwecken nutzen konnte. Bei der Einführung der Reformation in Suhl im Jahr 1544 wollten religiöse Eiferer die bereits baufällige Ottilienkapelle niederreißen, jedoch verweigerten die Bergknappen ihre Zustimmung, da sie auch dort traditionell um himmlischen Beistand für ihre gefahrvolle Arbeit unter Tage baten, die Kapelle blieb bestehen.
Die heutige Ottilienkapelle wurde 1843 neu erbaut und geriet am 3. April 1945 beim Einmarsch der Amerikaner in Suhl durch Granatbeschuss in Brand. Der Kirchgemeinde Suhl gelang es mit Spendenmitteln bereits 1953, das Suhler Wahrzeichen neu zu errichten.

## Gipfelbereich

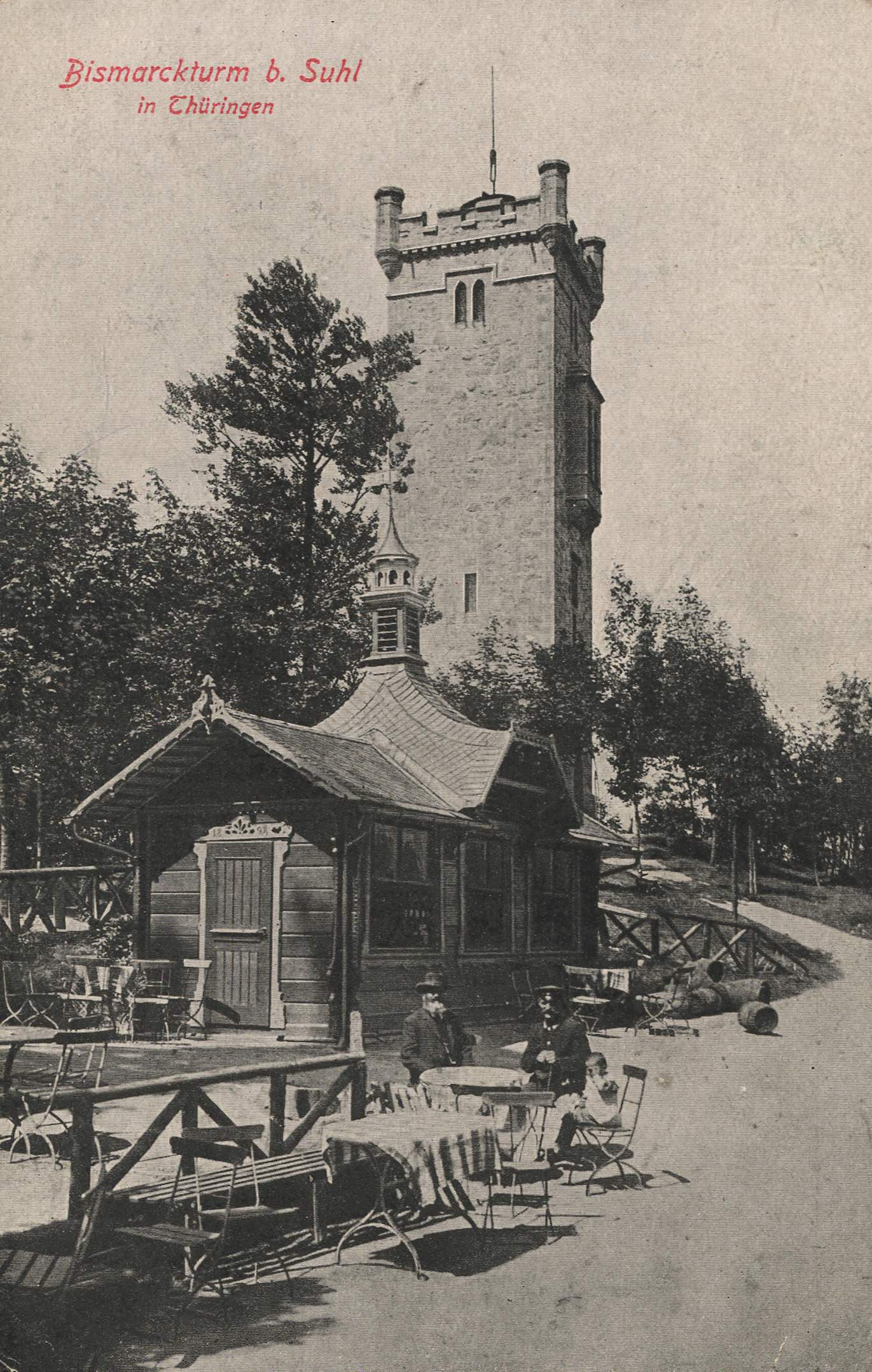
Bismarckturm mit Gastronomie-Pavillon (nach 1905)

### Bismarckturm
Auf dem Gipfel des Dombergs steht ein Bismarckturm. Dieser 21 m hohe Aussichtsturm wurde 1895–1896 nach dem Entwurf des Architekten Kreisbauinspektor Richard Bartels durch den Suhler Maurermeister Richard Hopf aus Porphyr und Kalkstein errichtet. Für den Bau des Turms spendeten die Bürger der Stadt damals rund 14.000 Mark. Nach starken Beschädigungen im Zweiten Weltkrieg wurde der Bismarckturm als „Dombergturm“ wiederaufgebaut. Nach umfassender Sanierung in den Jahren 1993 und 1994 erhielt der Turm im September 1995 seinen ursprünglichen Namen zurück und ist für die Öffentlichkeit ganzjährig zugänglich. Nachdem 2001/2002 die umstehenden Bäume entfernt wurden, bietet sich eine sehr gute Rundumsicht. Alljährlich findet Ende August/Anfang September das „Bismarck-Turmfest“ statt.

### Bergbaude
Unweit östlich des Bismarckturms befindet sich die Dombergbaude, ein Bergrestaurant mit Biergarten.

### Sendemast
Ca. 50 m nordwestlich des Bismarckturms steht ein Sendemast mit zugehörigem Betriebsgebäude.

## Trivia
Der Bismarckturm war u. a. auch Drehort für das viral gegangene Musikvideo zu dem Song Thüringer Klöße (2012) von Fritz Wagner das auf YouTube über 14 Millionen mal angesehen wurde (Stand 2025).